# Ithriya
Ithriya (tiếng Ả Rập: أثريا) là một ngôi làng Syria nằm ở phó huyện Al-Saan ở huyện Salamiyah, Hama. Theo Cục Thống kê Trung ương Syria (CBS), Asrieh có dân số 2118 trong cuộc điều tra dân số năm 2004.

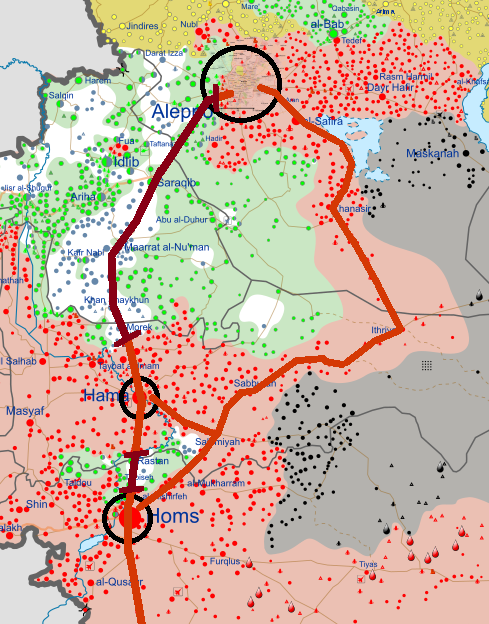
Tình hình tiếp cận đất đai ở Bắc Trung Syria trong cuộc Nội chiến Syria đầu năm 2017.

## Lịch sử
Trong cuộc nội chiến Syria, Ithriyah trở thành một điểm quan trọng chiến lược. Nó nằm trên đường cao tốc cuối cùng dưới sự kiểm soát của chính phủ nối thành phố Aleppo với Khanasir và vùng Salamiyah. Trong cuộc tấn công Ithriyah-Raqqa (tháng 2 năm 2016 tháng 3 năm 2016) và cuộc tấn công Ithriyah-Raqqa (tháng 6 năm 2016), thị trấn đã được sử dụng làm điểm phát động tấn công chống lại IS.